# Nick Abendanon

a Compétitions nationales et continentales officielles uniquement.

b Matchs officiels uniquement.
Dernière mise à jour le 28 septembre 2021.
Nicolas Jan Abendanon dit « Nick Abendanon », né le 27 août 1986 à Bryanston, Gauteng (en) (Afrique du Sud), est un joueur de rugby à XV international anglais de nationalité néerlandaise évoluant principalement au poste d'arrière, ou parfois d'ailier.

## Biographie
Né en Afrique du Sud, Abendanon détient la nationalité néerlandaise à l'instar de ses deux parents,,.

### Carrière en club

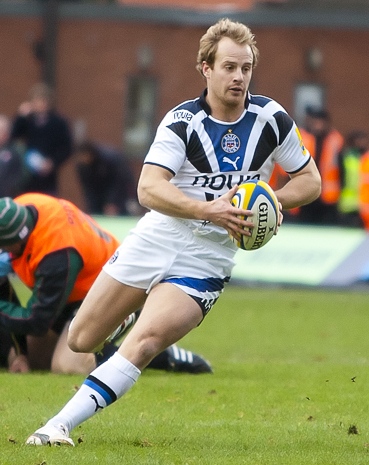
Nick Abendanon en 2012 avec Bath.

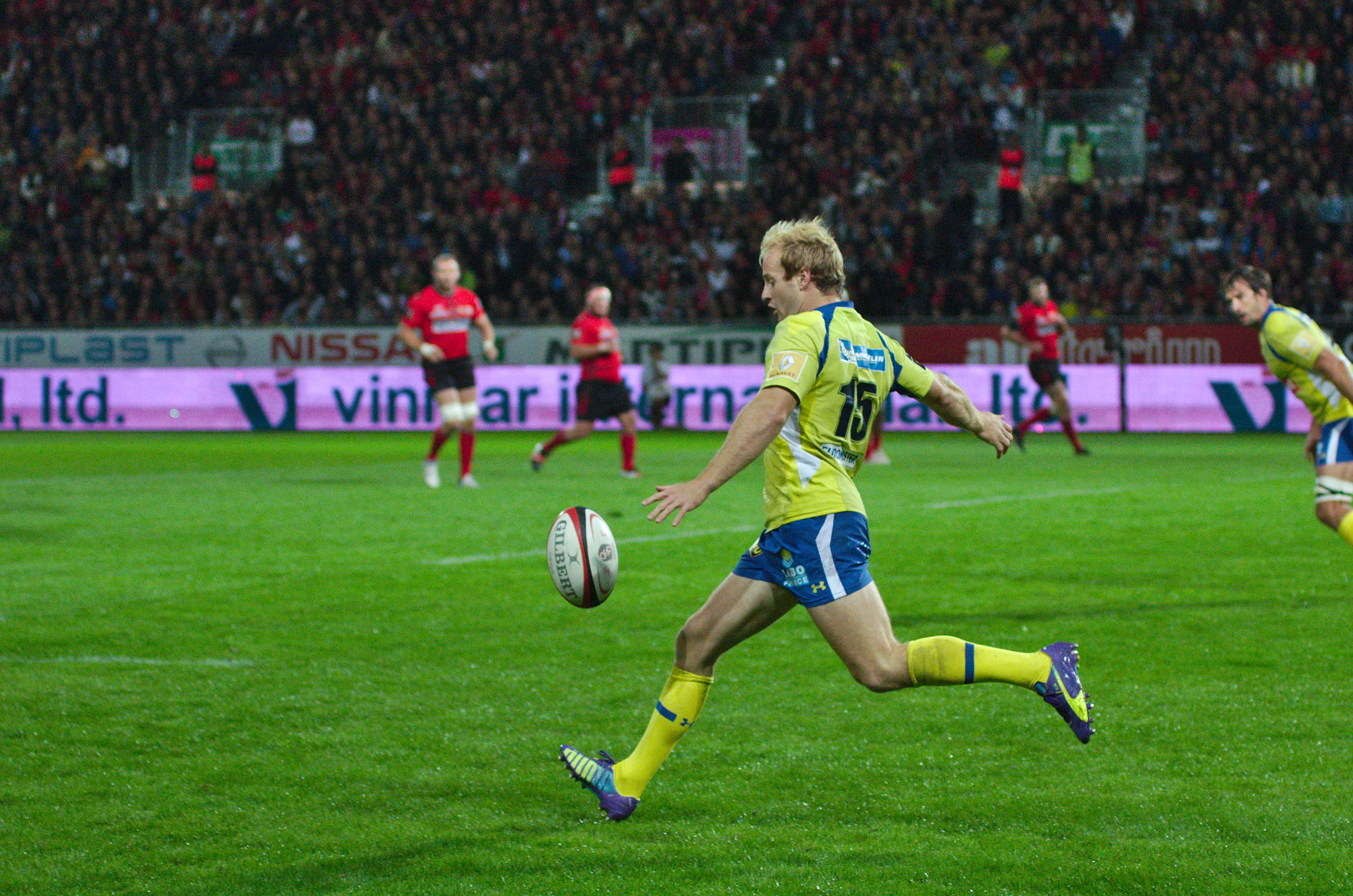
Nick Abendanon dégage un ballon au pied sous le maillot de l'ASM Clermont Auvergne.

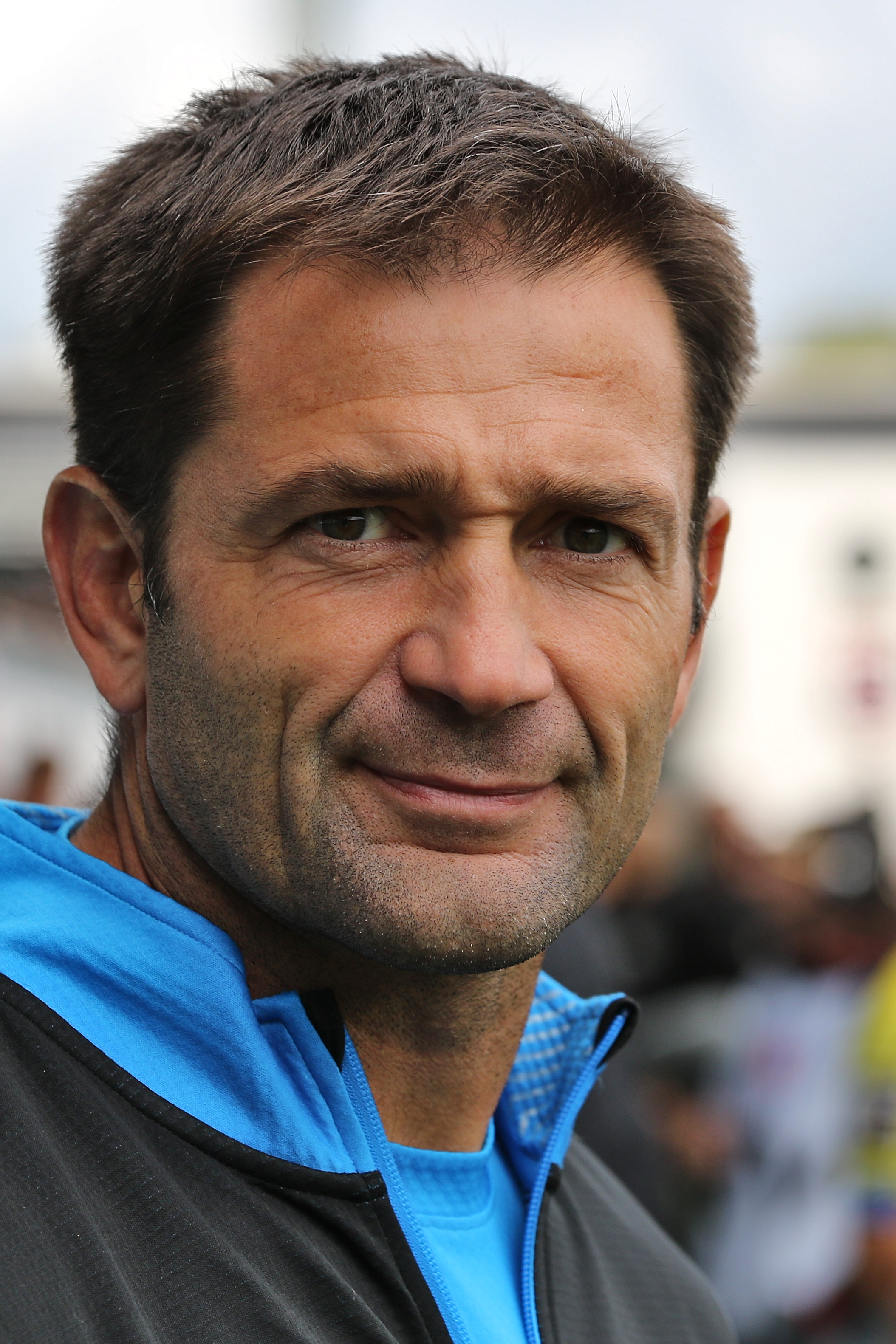
Franck Azéma, ici en 2015, est l'entraîneur de Nick Abendanon de 2014 à 2020

Il dispute son premier match professionnel dans le cadre de la Coupe anglo-galloise le 1er octobre 2005 avec l'équipe de Bath Rugby contre Bristol. Il effectue quelques matchs en Premiership au cours de la saison, mais c'est en 2006-2007 qu'il devient un titulaire indiscutable au sein du club anglais. Il participe à la finale du Challenge européen perdue par son club face à l'ASM Clermont. L'année suivante, Bath atteint de nouveau la finale de la compétition et affronte cette fois les Worcester Warriors. Lors de la rencontre, Nick Abendanon marque un essai qui contribue à la victoire de son club. Il remporte là le premier trophée de sa carrière.
Dès son arrivée en 2014 à l'ASM, Nick Abendanon devient une pièce importante du dispositif de Franck Azéma en enchainant les feuilles de match, souvent en tant que titulaire. Il participe ainsi pleinement aux parcours de l'ASM en championnat et en coupe d'Europe : lors de sa première saison au club, malgré la défaite en finale de Champions Cup contre le RC Toulon (lors de laquelle il inscrit un essai après un coup de pied par-dessus la défense), il est élu meilleur joueur européen. Il est aussi titulaire lors de la finale perdue de TOP 14 contre le Stade français. En 2016-2017, il est à la conclusion d’un essai en finale de Champions Cup qui relance les Jaunards bien qu'insuffisant pour décrocher le titre européen face aux Saracens. Trois semaines plus tard, Nick Abendanon remporte avec l'ASM la finale de TOP 14 face au RC Toulon (durant laquelle il est titulaire) et soulève le Bouclier de Brennus.
En octobre 2017, il prolonge son contrat jusqu'en 2020 avec l'ASM. Après un début de saison 2017-2018 difficile pour l'équipe en termes de résultats, et conjointement à l'augmentation des quotas de JIFF saisons après saisons, il perd du temps de jeu. Lors de l'exercice 2018-2019, l'ASM remporte le Challenge européen et perd en finale du Top 14 face au Stade toulousain. Au cours de la saison 2019-2020, alors que l'ASM est en ballotage favorable pour la qualification en phases finales, la saison s'achève prématurément pour cause de pandémie de Covid-19. Le journal La Montagne, le place dans son XV de la décennie 2010-2019 de l'ASM au poste d'arrière.
Étant en fin de contrat avec le club auvergnat, et fautes de propositions d'autres clubs, il s’interroge un moment à mettre un terme à sa  carrière. D’abord en contact avec le club de Leicester, il s'engage finalement début juillet 2020 avec le RC Vannes pour une durée de deux saisons. En 2022, il prolonge d'une saison avec le club breton. En mai 2023, il annonce prendre sa retraite de joueur à la fin de la saison, et devient dans la foulée entraîneur adjoint chargé de la technique individuelle de l'Aviron bayonnais.

### En équipe nationale
Il obtient sa première cape internationale le 2 juin 2007 à l'occasion d'un match contre l'équipe d'Afrique du Sud à Pretoria, lors de la tournée d'été de l'équipe d'Angleterre. Il est retenu dans le groupe des 47 joueurs pré-sélectionnés pour la Coupe du monde 2007 et participe au match de préparation contre la France à Twickenham au mois d'août,. Il n'est ensuite pas sélectionné au sein du groupe final des 30 joueurs disputant la compétition au mois de septembre. Il est cependant appelé en cours de compétition pour remplacer Josh Lewsey blessé, mais ne dispute aucun match. Il ne connaît aucune nouvelle sélection par la suite.

## Palmarès

### En club
- Vainqueur du Championnat de France (1) en 2017 avec l'ASM Clermont Auvergne.
- Vainqueur du Challenge européen (2) en 2008 avec Bath Rugby et en 2019 avec l'ASM Clermont Auvergne.
- Finaliste de la Coupe d'Europe (2) en 2015 et en 2017 avec l'ASM Clermont Auvergne.
- Finaliste du Championnat de France (2) en 2015 et en 2019 avec l'ASM Clermont Auvergne.
- Finaliste du Challenge européen (1) en 2007 avec Bath Rugby.
- Élu meilleur joueur européen en 2015.

### Carrière en équipe nationale
- Vainqueur de la Churchill Cup (1) en 2010 avec les England Saxons.
- Finaliste de la Churchill Cup (1) en 2009 avec les England Saxons.

## Statistiques en équipe nationale
- 2 sélections (1 fois titulaire, 1 fois remplaçant)
- Sélections par année : 2 en 2007